# Rashed Jalal
Rashed Jalal (Arabic:راشد جلال) (sinh ngày 8 tháng 12 năm 1994) là một cầu thủ bóng đá người Các Tiểu vương quốc Ả Rập Thống nhất. Hiện tại anh thi đấu cho Al-Fujairah.